# Stefania Marek
Stefania Karolina Marek, pseud. Stefa, Lola, Kruk (ur. 1908, zm. 1985) – polska działaczka spółdzielcza oraz anarchistyczna, uczestniczka powstania warszawskiego. Jej mężem był inny działacz anarchistyczny - Paweł Lew Marek.

## Życiorys
W szkole średniej wstąpiła do Federacji Anarchistycznej w Częstochowie, co następnie stanowiło powód jej aresztowania. Po wyjeździe do Warszawy stała się jednym z pierwszych członków powstałej w 1921 Warszawskiej Spółdzielni Mieszkaniowej. Poza polskim, umiała posługiwać się trzema językami: angielskim, niemieckim, francuskim. Dzięki temu znalazła zatrudnienie w warszawskiej filii Firmy Marconi.
W czasie okupacji niemieckiej została przesiedlona do getta, gdzie zatrudniła się w szopie krawieckim przy ul. Leszno 44. Następnie, razem z innymi osobami, była ukrywana przez Stanisława Rosłańca. 
Po wybuchu powstania warszawskiego na Starym Mieście w Brygada Dyspozycyjno-Zmotoryzowana „Koło”. Oddział ten podlegał wojskowo pod zgrupowanie „Róg”, politycznie był oddziałem Narodowych Sił Zbrojnych. Ze względu na swoją znajomość języków, pracowała w angielskiej i niemieckiej sekcji monitoringu radiowego gazety „Głos Starego Miasta”. Z żołnierzami NSZ ewakuowała się do Śródmieścia, gdzie spotkała ewakuowanych ze Starówki członków Związku Syndykalistów Polskich wspólnie z anarchistami wśród, których znajdował się jej mąż - Paweł Lew Marek. Zostało stworzone Syndykalistyczne Porozumienie Powstańcze. Organizacja oprócz funkcji politycznych stworzyła Brygadę Syndykalistyczną podległą Polskiej Armii Ludowej. Oddział składał się z anarchistów i syndykalistów walczących do tej pory w szeregach Armii Krajowej i PAL, żołnierzy oddziału ZSP – 104 Samodzielnej Kompanii Syndykalistów oraz Żydów pochodzących m.in. z Węgier i Grecji. Brygada obsadziła barykadę u wylotu ul. Hożej na Plac Trzech Krzyży. 
Część 250 osobowego oddziału po kapitulacji powstania wyszła z ludnością cywilną, część w kolumnach wojskowych, a część trafiła do niewoli i ujawniła się w obozie przejściowym w Pruszkowie w Dulagu 121. Natomiast Stefania Marek, a także 40 innych osób z Brygady, postanowili nie wychodzić z Warszawy w obawie przed wywózką do obozu śmierci lub rozstrzelaniem. Ukryli się w zamaskowanym bunkrze i postanowili czekać. Z ukrycia wyszli dopiero 18 stycznia, kiedy do Warszawy wkroczyła Armia Czerwona oraz Ludowe Wojsko Polskie.
Po wojnie pracowała w centrali handlu zagranicznego. Nigdy nie wstąpiła do Polskiej Zjednoczonej Partii Robotniczej. Zmarła w 1985 roku.